# لاین (میسیسیپی)
لاین (به انگلیسی: Lyon) شهرکی در ایالت میسیسیپی کشور ایالات متحده آمریکا است که جمعیت آن در سرشماری سال ۲۰۱۰ میلادی، ۳۵۰
نفر بوده‌است.